# 1947 na música

## Eventos
- Início de Cauby Peixoto como crooney em uma boate carioca.

## Música Popular
- Francisco Alves: Bahia com h e Nervos de aço, de Lupicínio Rodrigues
- Linda Batista: Enlouqueci, de João Salle e Luiz Soberano
- Quatro Ases e Um Coringa: É com esse que vou, de Pedro Caetano
- Dalva de Oliveira: Segredo, de Herivelto Martins
- Luiz Gonzaga: Asa Branca, parceria com Humberto Teixeira

## Nascimentos
| Data           | Nome               | Profissão                                | Nacionalidade  | Observações | Ref |
| -------------- | ------------------ | ---------------------------------------- | -------------- | ----------- | --- |
| 8 de Janeiro   | David Bowie        | cantor                                   | Inglaterra     | m. 2016     |     |
| 29 de Janeiro  | David Byron        | vocalista                                | Inglaterra     | m. 1985     |     |
| 25 de Março    | Elton John         | cantor                                   | Inglaterra     |             |     |
| 8 de Abril     | Steve Howe         | guitarrista                              | Inglaterra     |             |     |
| 16 de Abril    | Gerry Rafferty     | cantor, compositor e músico              | Escócia        | m. 2011     |     |
| 16 de Maio     | Darrell Sweet      | baterista                                | Escócia        | m. 1999     |     |
| 19 de Junho    | Quim Barreiros     | músico                                   | Portugal       |             |     |
| 9 de Julho     | Haruomi Hosono     | cantor, compositor, produtor e músico    | Japão          |             |     |
| 19 de Julho    | Brian May          | guitarrista                              | Inglaterra     |             |     |
| 20 de Julho    | Carlos Santana     | guitarrista                              | México         |             |     |
| 6 de Agosto    | Dennis Alcapone    | músico                                   | Jamaica        |             |     |
| 23 de Agosto   | Rão Kyao           | músico                                   | Portugal       |             |     |
| 11 de Setembro | Bob Catley         | cantor                                   | Inglaterra     |             |     |
| 30 de Setembro | Marc Bolan         | vocalista e guitarrista                  | Inglaterra     | m. 1977     |     |
| 4 de Outubro   | Ronnie Leahy       | tecladista                               | Escócia        |             |     |
| 5 de Outubro   | Brian Johnson      | vocalista do AC/DC                       | Austrália      |             |     |
| 13 de Outubro  | Sammy Hagar        | vocalista e guitarrista                  | Estados Unidos |             |     |
| 21 de Novembro | Alcione            | cantora                                  | Brasil         |             |     |
| 25 de Novembro | Zé Rodrix          | multi-instrumentista, compositor, cantor | Brasil         | m. 2009     |     |
| 19 de Dezembro | Jimmy Bain         | guitarrista                              | Escócia        | m. 2016     |     |
| 20 de Dezembro | Gigliola Cinquetti | cantora e apresentadora                  | Itália         |             |     |
| 21 de Dezembro | Paco de Lucía      | guitarrista e compositor de flamenco     | Espanha        | m. 2014     |     |
| 30 de Dezembro | Jeff Lynne         | cantor, compositor e produtor musical    | Reino Unido    |             |     |
| 31 de Dezembro | Rita Lee           | cantora e guitarrista                    | Brasil         | m. 2023     |     |

## Mortes
| Data           | Nome          | Profissão           | Nacionalidade | Observações | Ref |
| -------------- | ------------- | ------------------- | ------------- | ----------- | --- |
| 4 de Fevereiro | Luigi Russolo | pintor e compositor | Itália        | n. 1885     |     |